# Lamos (Kilikien)
Lamos (Λάμος; lateinisch Lamus) ist eine antike Stadt im teilweise auch Isaurien zugerechneten Teil des „Rauen Kilikien“ (Kilikia Tracheia) an der Südküste Kleinasiens, 10 km nordöstlich von Antiochia am Kragos, 16 km südöstlich von Selinus. Der Ort befand sich auf einem Bergrücken nördlich von Adanda, etwa 15 km östlich von Gazipaşa an der türkischen Südküste.
Der Ort ist in der römischen Kaiserzeit als Polis belegt und wurde während der Zeit des Kaisers Gallienus (Stiftungsinschrift) mit einer Stadtmauer befestigt. In der Spätantike und in byzantinischer Zeit war er Bischofssitz. Im 12. Jahrhundert ist er unter dem Namen Lamaws als Teil des Königreichs Kleinarmenien bezeugt.
Fast 200 Kilometer Küstenlinie weiter östlich lag am Mittelmeer ein weiterer Ort mit Namen Lamos mit der Burg Lamos Kalesi beim heutigen Limonlu. Der dort mündende Fluss Lamos wird allgemein als Grenze zum Ebenen Kilikien angesehen.